# اینخه دکر
اینخه دکر (به انگلیسی: Inge Dekker) (زادهٔ ۱۸ اوت ۱۹۸۵) شناگر اهل هلند است.